# The Sixth Floor Museum at Dealey Plaza
The Sixth Floor Museum at Dealey Plaza – muzeum na Dealey Plaza w Dallas w amerykańskim stanie Teksas, założone 20 lutego 1989 roku. Znajduje się na szóstym i siódmym piętrze budynku byłej składnicy książek Texas School Book Depository.
Muzeum prezentuje filmy, zdjęcia i pamiątki z życia, śmierci w zamachu i spuścizny 35. prezydenta USA Johna F. Kennedy’ego.